# Steenkoolmijn Halemba

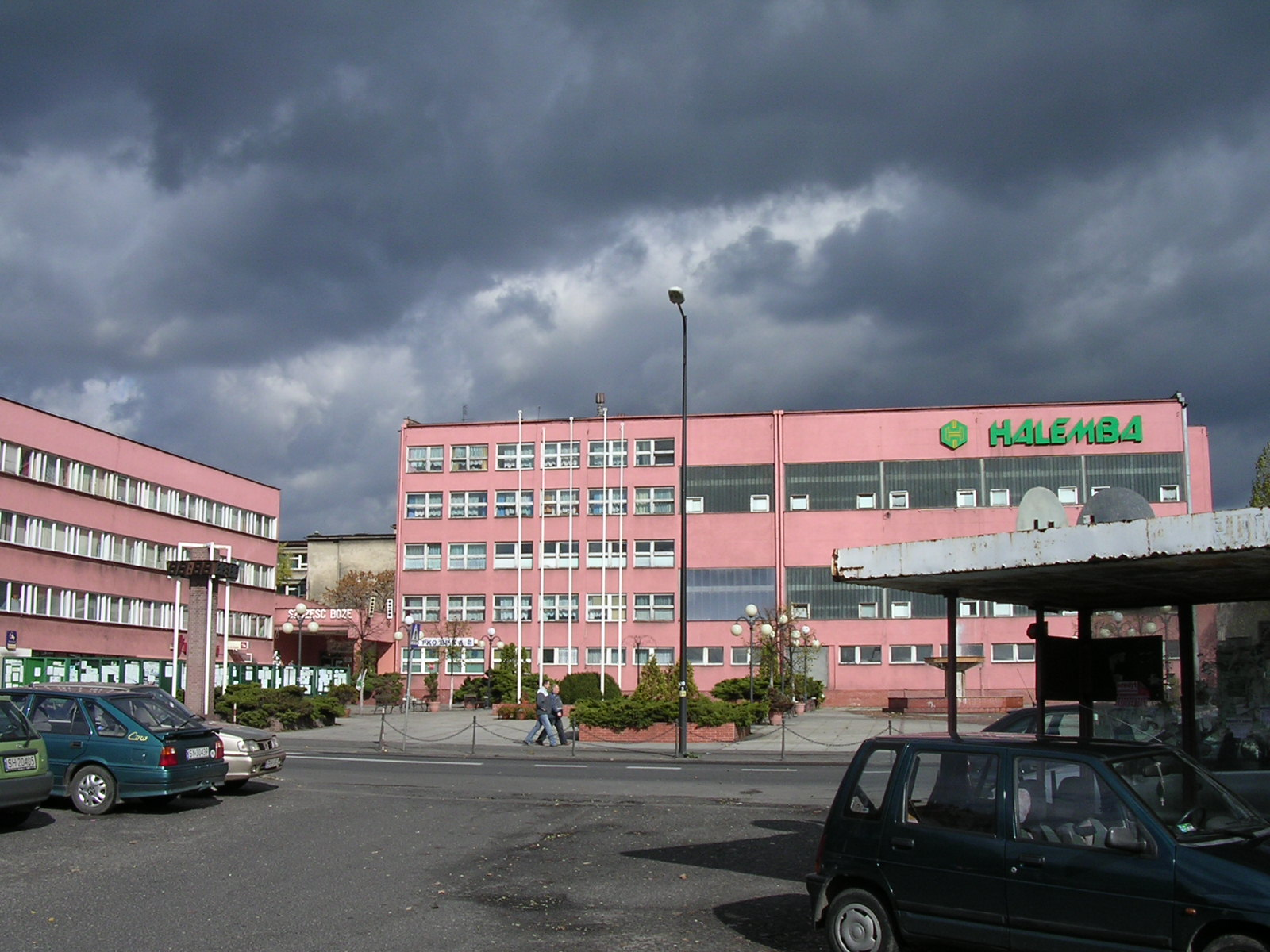
Halemba

De steenkoolmijn Halemba is een steenkoolmijn gelegen in Ruda Śląska in de Poolse streek Silezië. De mijn, eigendom van Kompania Węglowa, is een van de grootste Poolse steenkoolmijnen, met een geschatte reserve van 120 miljoen ton aan steenkool. De mijn is sinds 1957 in gebruik. Jaarlijks wordt er circa 3,36 miljoen ton steenkool gewonnen.

## Mijnexplosies
De mijn heeft twee keer te maken gehad met een grote methaangasexplosie binnen in de mijn. In 1990 vonden bij een explosie 19 mijnwerkers de dood, en op 21 november 2006 kwamen bij een explosie 23 mijnwerkers om het leven. De tweede ramp werd in 2010 verfilmd in de televisiefilm Laura, als onderdeel van de filmserie Prawdziwe historie.